# 漢娜·克尼亞澤娃-米嫩科
漢娜·維克托里芙娜·克尼亞澤娃-米嫩科（羅馬化：Hanna Viktorivna Kniazieva-Minenko；希伯來語：‎；婚前姓克尼亞澤娃；1989年9月25日—），以色列女子三级跳远和跳远运动员。她以14.78米的成绩赢得2015年世界田径锦标赛女子三级跳远银牌。

## 外部連結
- 漢娜·克尼亞澤娃-米嫩科在的頁面
- Facebook page Archive.today的存檔，存档日期2015-03-01
- Diamond League bio （页面存档备份，存于）
- Sports Reference bio